# مدرسه النخله

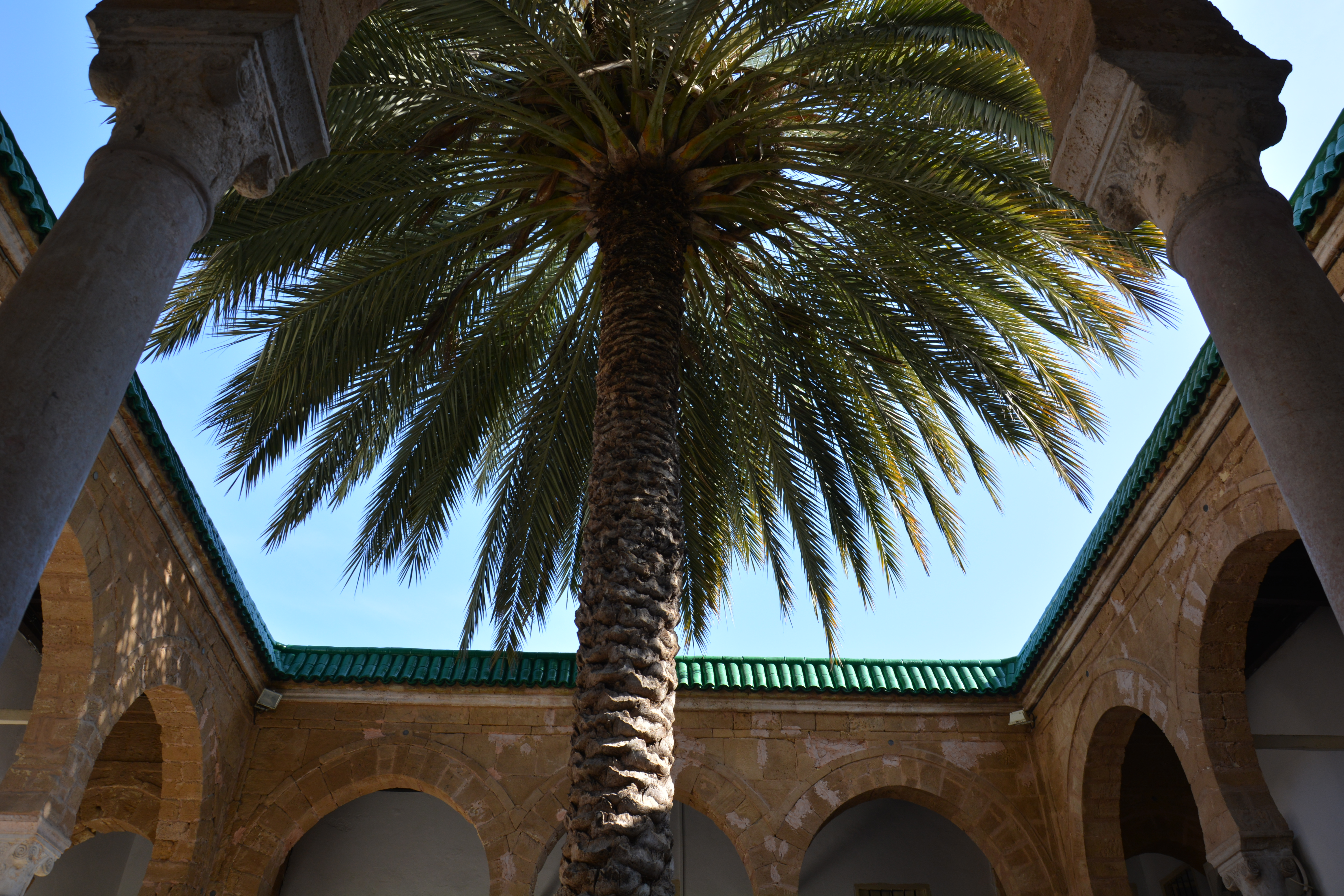
درخت نخل در مرکز پاسیو مدرسه النخله

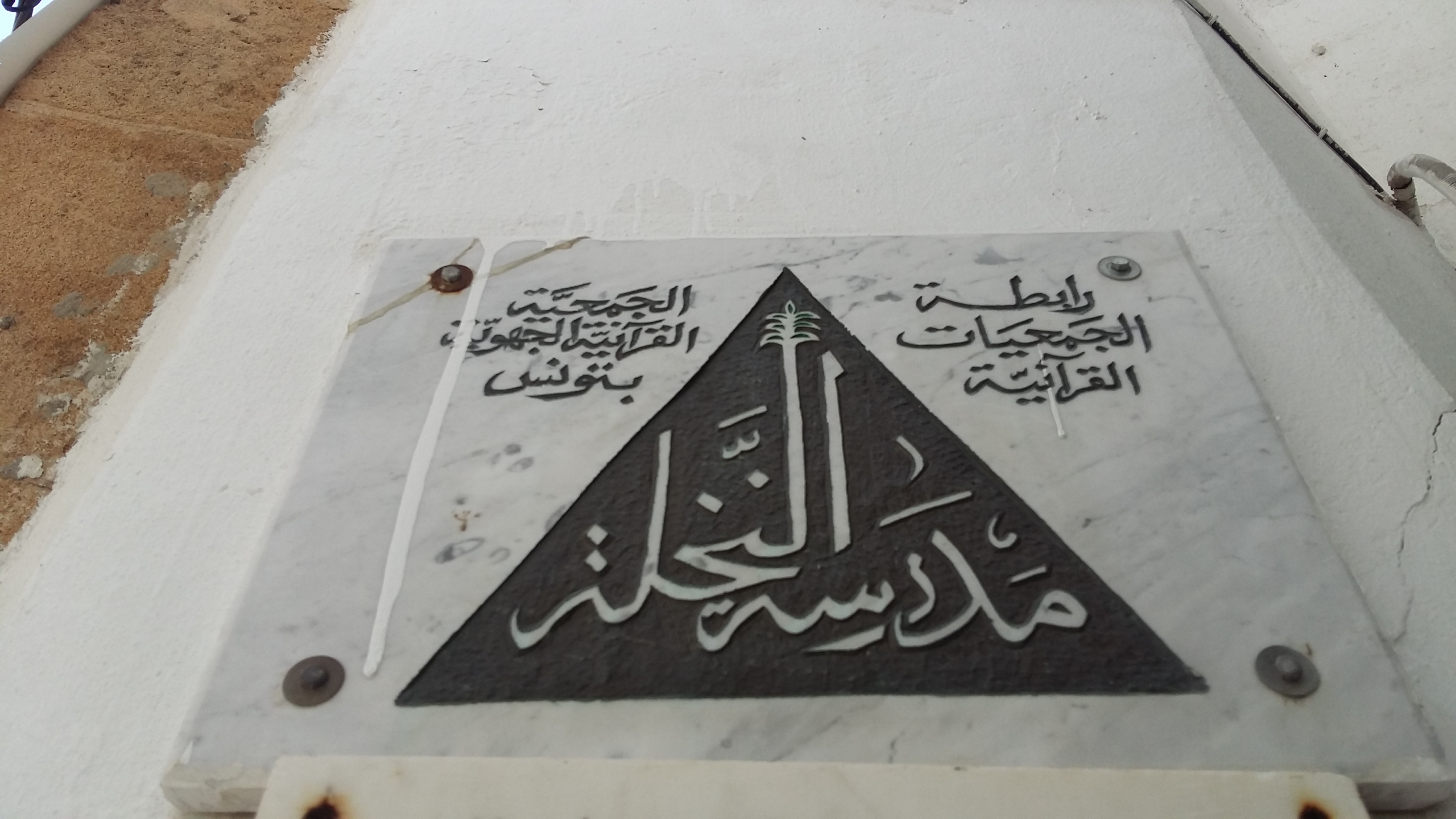
پلاک سنگ مرمر نشان دهنده نام مدرسه است.

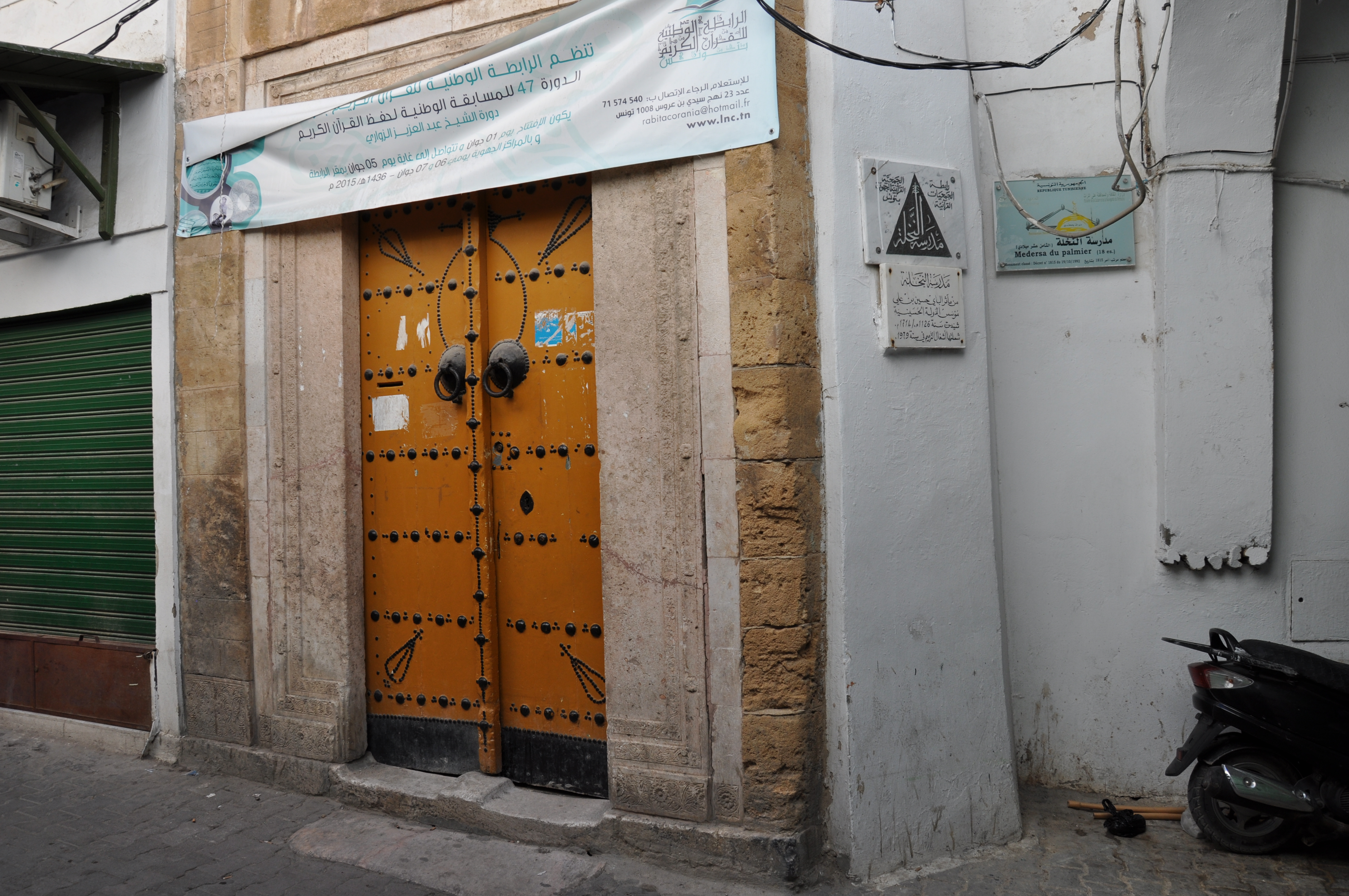
درب مدرسه.

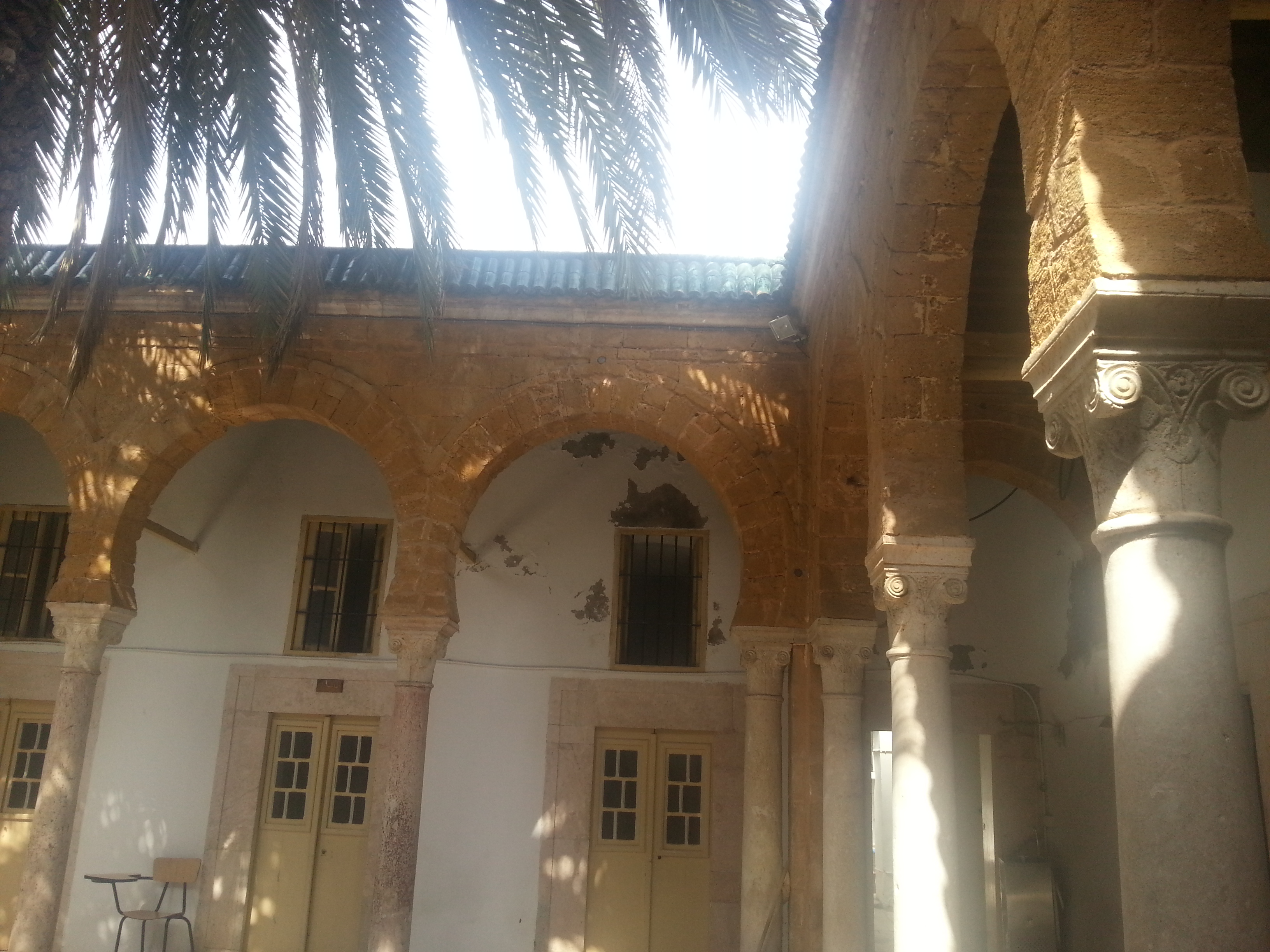
درب‌های اتاق‌های داخل محوطه مدرسه.

مدرسه النخله (عربی: المدرسة السليمانية) یکی از مدارس شهر تونس است که در دوران عثمانی ساخته شده‌است؛ و این یکی از آثار تاریخی ثبت شده طبق دستور تاریخ ۱۹ اکتبر ۱۹۹۲ است.

## موقعیت
مدرسه النخله نزدیکترین مدرسه مسجد زیتونه است که فقط چند متر دورتر است و به روش کتیبه شماره ۱۱ واقع در جنوب شرق مسجد الزیتون واقع در کنار دروازه چهارم واقع شده‌است که در کنار مکان این مدرسه هتلی قرار داشت که در آن کشمش فروخته می‌شد. مدرسه‌ای دیگر که توسط علی پاشا تأسیس شده‌است، مدرسه باشیه است، و در کنار آن، مدرسه سلیمانیه، قرار دارد.

## تأسیس
مدرسه النخله نام خود را از حضور یک درخت نخل در محل تأسیس آن استخراج کرد و این دومین مدرسه‌ای بود که توسط حسین بن علی، از سری اولین خانه‌های حسینی بر اساس گفته وزیر السراج در ۱۱۲۴ هجری قمری و در ۱۷۱۲–۱۷۱۳ میلادی تأسیس شد.

## ساختمان
اگر چه النخله کوچکتر از دو مدرسه مجاور آن است، اما حدود ۵۲۰ متر مربع مساحت دارد. نمای جلویی آن یادآور نمای مدرسه المرادیه است که توسط برخی از مغازه‌ها جای آن را گرفته‌است. در دورترین قسمت نمای شمالی ورودی مدرسه قرار دارد که حد سمت راست آن راهرو طاقدار است و در مدرسه چارچوب دوبله‌ای دارد که اولی آن از سنگ‌های صورتی و دومی آن ستونی از سنگهای زرد رنگ است. منطقه ورودی به سمت چپ شکسته‌است، همان‌طور که برای بسیاری از نشانه‌های دیگر نیز صادق است.